# Золотая малина (премия, 2016)
36-я церемония объявления лауреатов премии «Золотая малина» за сомнительные заслуги в области кинематографа за 2015 год состоялась 27 февраля 2016 года (накануне вручения премий «Оскар») в Лос-Анджелесе (Калифорния, США). Номинанты были объявлены 13 января 2016.

## Список лауреатов и номинантов
Число наград / общее число номинаций
- 5/6: «Пятьдесят оттенков серого»
- 3/5: «Фантастическая четвёрка»
- 1/5: «Восхождение Юпитер»
- 1/3: «Элвин и бурундуки: Грандиозное бурундуключение»
- 1/2: «Шафер напрокат»

 • Победители выделены отдельным цветом. 
| Категории                         | Лауреаты и номинанты                                                                          |
| --------------------------------- | --------------------------------------------------------------------------------------------- |
| Худший фильм                      | • Фантастическая четвёрка / Fantastic Four                                                    |
| Худший фильм                      | • Пятьдесят оттенков серого / Fifty Shades of Grey                                            |
| Худший фильм                      | • Восхождение Юпитер / Jupiter Ascending                                                      |
| Худший фильм                      | • Толстяк против всех / Paul Blart: Mall Cop 2                                                |
| Худший фильм                      | • Пиксели / Pixels                                                                            |
| Худшая мужская роль               | • Джейми Дорнан — «Пятьдесят оттенков серого»                                                 |
| Худшая мужская роль               | • Джонни Депп — «Мордекай»                                                                    |
| Худшая мужская роль               | • Кевин Джеймс — «Толстяк против всех»                                                        |
| Худшая мужская роль               | • Адам Сэндлер — «Сапожник» и «Пиксели»                                                       |
| Худшая мужская роль               | • Ченнинг Тейтум — «Восхождение Юпитер»                                                       |
| Худшая женская роль               | • Дакота Джонсон — «Пятьдесят оттенков серого»                                                |
| Худшая женская роль               | • Кэтрин Хайгл — «Север ада»                                                                  |
| Худшая женская роль               | • Мила Кунис — «Восхождение Юпитер»                                                           |
| Худшая женская роль               | • Дженнифер Лопес — «Поклонник»                                                               |
| Худшая женская роль               | • Гвинет Пэлтроу — «Мордекай»                                                                 |
| Худшая мужская роль второго плана | • Эдди Редмэйн — «Восхождение Юпитер»                                                         |
| Худшая мужская роль второго плана | • Чеви Чейз — «Машина времени в джакузи 2» и «Каникулы»                                       |
| Худшая мужская роль второго плана | • Джош Гэд — «Пиксели» и «Шафер напрокат»                                                     |
| Худшая мужская роль второго плана | • Кевин Джеймс — «Пиксели»                                                                    |
| Худшая мужская роль второго плана | • Джейсон Ли — «Элвин и бурундуки: Грандиозное бурундуключение»                               |
| Худшая женская роль второго плана | • Кейли Куоко — «Элвин и бурундуки: Грандиозное бурундуключение» (озвучка) и «Шафер напрокат» |
| Худшая женская роль второго плана | • Руни Мара — «Пэн: Путешествие в Нетландию»                                                  |
| Худшая женская роль второго плана | • Мишель Монаган — «Пиксели»                                                                  |
| Худшая женская роль второго плана | • Джулианна Мур — «Седьмой сын»                                                               |
| Худшая женская роль второго плана | • Аманда Сейфрид — «Любите Куперов» и «Пэн: Путешествие в Нетландию»                          |
| Худший режиссёр                   | • Джош Транк — «Фантастическая четвёрка»                                                      |
| Худший режиссёр                   | • Энди Фикмен — «Толстяк против всех»                                                         |
| Худший режиссёр                   | • Том Сикс — «Человеческая многоножка 3»                                                      |
| Худший режиссёр                   | • Сэм Тейлор-Джонсон — «Пятьдесят оттенков серого»                                            |
| Худший режиссёр                   | • Лана и Эндрю Вачовски — «Восхождение Юпитер»                                                |
| Худший сценарий                   | • Келли Марсел — «Пятьдесят оттенков серого»                                                  |
| Худший сценарий                   | • Джереми Слэйтер, Саймон Кинберг, Джош Транк — «Фантастическая четвёрка»                     |
| Худший сценарий                   | • Лана и Эндрю Вачовски — «Восхождение Юпитер»                                                |
| Худший сценарий                   | • Ник Бэкей и Кевин Джеймс — «Толстяк против всех»                                            |
| Худший сценарий                   | • Тим Херлихи и Тимоти Даулинг — «Пиксели»                                                    |
| Худший ремейк, сиквел или плагиат | • Фантастическая четвёрка / Fantastic Four                                                    |
| Худший ремейк, сиквел или плагиат | • Элвин и бурундуки: Грандиозное бурундуключение / Alvin and the Chipmunks: The Road Chip     |
| Худший ремейк, сиквел или плагиат | • Машина времени в джакузи 2 / Hot Tub Time Machine 2                                         |
| Худший ремейк, сиквел или плагиат | • Человеческая многоножка 3 / The Human Centipede 3 (Final Sequence)                          |
| Худший ремейк, сиквел или плагиат | • Толстяк против всех / Paul Blart: Mall Cop 2                                                |
| Худшая экранная комбинация        | • Джейми Дорнан и Дакота Джонсон — «Пятьдесят оттенков серого»                                |
| Худшая экранная комбинация        | • Вся четвёрка "Fantastics" — «Фантастическая четвёрка»                                       |
| Худшая экранная комбинация        | • Джонни Депп и его приклеенные усы — «Мордекай»                                              |
| Худшая экранная комбинация        | • Кевин Джеймс и либо его Сегвей, либо его приклеенные усы — «Толстяк против всех»            |
| Худшая экранная комбинация        | • Адам Сэндлер и любая пара его ботинок — «Сапожник»                                          |
| Приз за восстановление репутации  | • Сильвестр Сталлоне — «Крид: Наследие Рокки»                                                 |
| Приз за восстановление репутации  | • Элизабет Бэнкс                                                                              |
| Приз за восстановление репутации  | • М. Найт Шьямалан                                                                            |
| Приз за восстановление репутации  | • Уилл Смит                                                                                   |